# Gustav Münzberger
Gustav Münzberger, född 18 augusti 1903 i Weißkirchlitz, Böhmen, död 23 mars 1977, var en tysk SS-Unterscharführer, till yrket snickare. Under andra världskriget var han verksam inom Aktion T4, Nazitysklands så kallade eutanasiprogram, och inom Operation Reinhard, förintelsen av Generalguvernementets judiska befolkning. 

## Biografi
I september 1939 inleddes officiellt Nazitysklands så kallade eutanasiprogram Aktion T4, inom vilket psykiskt och fysiskt funktionshindrade personer mördades. I augusti 1940 kommenderades Münzberger till anstalten Sonnenstein i Pirna, där han tjänstgjorde som snickare och kock. Efter en kortare militärutbildning under ledning av Ernst Schemmel anlände Münzberger och femton andra SS-män till förintelselägret Treblinka 1942. Förintelselägren Treblinka, Bełżec och Sobibór ingick i Operation Reinhard, nazisternas plan att utplåna Generalguvernementets judiska befolkning. I Treblinka mördades omkring 800 000 människor. Münzberger hade till en början ansvar för nyanlända fångar. Senare fick han i uppgift att fösa in de nakna människorna i gaskamrarna. Han övervakade även transporten av de ihjälgasades lik till närbelägna massgravar.
Operation Reinhard avslutades i november 1943 och då kommenderades personalen till Operationszone Adriatisches Küstenland i norra Italien. Inom ramen för Sonderabteilung Einsatz R grep och deporterade man italienska judar samt bekämpade partisaner. I slutet av april 1945 återvände Münzberger till Tyskland.

### Rättegång
I juli 1963 greps Münzberger och ställdes året därpå inför rätta vid andra Treblinkarättegången. Den 3 september 1965 föll domen: Domstolen fann att han var medansvarig för medhjälp till mord på minst 300 000 personer ("Beihilfe zum gemeinschaftlichen Mord an mindestens 300000 Personen") och han dömdes till 12 års fängelse.